# 鷺巣詩郎
鷺巣 詩郎（さぎす しろう、1957年〈昭和32年〉8月29日 - ）は、日本の作曲家、編曲家、音楽プロデューサー。本名同じ。東京都世田谷区出身。映像制作会社ピー・プロダクション代表。既婚。暁星高等学校、國學院大學卒。
父は漫画家でピー・プロダクション設立者のうしおそうじ（本名：鷺巣 富雄）。叔父はアニメ制作会社エイケンのプロデューサーの鷺巣政安。

## 来歴・人物
1980年代初頭のアイドル歌謡曲時代から、インストゥルメンタル・アーティスト、近年のシンガー・アーティストに至るまで広範囲にわたり、多くの楽曲を手掛けている。映画、テレビなど、あらゆる映像音楽（サウンドトラック）分野での活動も含めると、それらの作品数は膨大である。
他方面では『森田一義アワー 笑っていいとも!』（フジテレビ系列）における楽曲群や、中央競馬の馬場入場テーマソング（西日本および北海道開催、2009年まで使用）と北海道地区の発走ファンファーレなども手がけている。
1978年、THE SQUAREのアルバム『Lucky Summer Lady』で編曲家としてデビュー。1979年に『EYES』というリーダー・アルバムをリリース。1980年代から多くのクラシカル・クロスオーヴァー・アーティストも手がけ、クライズラー&カンパニー（葉加瀬太郎）や川井郁子などのアーティストを発掘した。1990年代よりヨーロッパでも活動、パリでのクラブ経営、英仏アーティストも手がけ、また日本人としては初めて韓国映画の音楽監督を務めた。1999年よりソロとしてのアーティスト活動を再開する。以降はライフワーク『SHIRO'S SONGBOOK』シリーズとして、現在までCDを8枚、DVDを1枚リリース。
R&B専門誌『bmr』や音楽誌『ADLIB』での連載、USENサイトへのコラム、ブログなど執筆活動も行っている。2017年からはこれまでの連載コラムと新原稿で構成された書籍『執筆録』シリーズが刊行されている。タイトルは1巻目が『鷺巣詩郎 執筆録 其の1』、続刊が『鷺巣詩郎 音楽と世界』（ともにDU BOOKS）である。
現在は、ロンドン、パリ、東京の3か所を主な拠点として活動している。
2004年の父・うしおそうじの死去に伴い、ピー・プロダクションの経営を引き継いでいる。
幼少期には、ピー・プロダクションが制作した特撮テレビドラマ『マグマ大使』に出演していた江木俊夫とよく遊んでいたという。『宇宙猿人ゴリ』の放送前には父に同行して宣伝チラシを新聞販売所に配った。高校時代には、怪獣ショーの企画制作も行っていた。
庵野秀明監督作品の常連であり、『ふしぎの海のナディア』以降の多くのアニメ作品の音楽監督としてタッグを組んでいる。鷺巣によれば、庵野は初期には具体的な音楽メニューを提示していたが、後年は特別なリクエスト以外は鷺巣側から提示したものを選んでいるといい、映像に先行して作曲した音楽でも映像にピタリと合わせてくるため、自身の書いた楽曲であっても「庵野秀明の音楽」になってしまうはまり具合であると述べている。庵野は、鷺巣とは音楽メニューがなくてもいけるほど互いを理解していてやりやすく、鷺巣の曲を聞くことでインスピレーションが湧いてきて編集の必要がないぐらい尺にピタリとはまると語っている。
『新世紀エヴァンゲリオン劇場版 Air/まごころを、君に』の主題歌「THANATOS -IF I CAN'T BE YOURS-」を歌ったアーティストLOREN&MASHのMASHとは、MASHのメンバーのMartin LascellesとShiro Sagisuの名前Ma+Shを合わせたもの。このMASH名義で1996年より3枚のアルバムを日英でリリースしている。Martin Lascellesはイギリスのプロデューサーであり、エリザベス2世女王の4親等にあたる英国王室親族の人物でもある。
パリのスタジオで作業中にプロデュース、作曲、編曲、指揮、プログラミングをこなしながら、フランス人7人を相手に毎日違ったフランス料理を4週間連続で作った。ニューヨークを中心に米各地のスタジオでMISIAの楽曲群がミックスされた際、鷺巣の手による個性的なストリングス・アレンジがアメリカ人スタッフの間で評判になり、サトシ・トミイエにも伝わり、その縁で彼のアルバム『Full Lick』内にある「Inspired」など数曲のストリングス・アレンジを担当した。
2020年東京オリンピックの開会式で国歌「君が代」の編曲を担当した。

## 作風
音楽制作にあたっては、仕事を受けた段階でインスピレーションがどんどん溢れ出るため、それをいかに逃さないかが勝負であるといい、作曲で行き詰まった経験はないと述べている。父・富雄も下書きなどをせずに絵や文章を書いていたといい、幼少期からそういった姿を見ていたことから作家とは始めたら湧き出て止まらなくなるものという認識になったという。
映画音楽は作品ではなく監督につけるものという持論を掲げており、音楽によって監督のフィロソフィーを観客に感じさせることが重要であると述べている。制作現場は適度な緊張感のある張り詰めた雰囲気を好んでおり、昨今のあらゆる職場ではそういった空気が失われたが、庵野の作品ではそれが感じられて落ち着くと語っている。

## 作品

### リーダー作
- EYES（1979年）
- SAGISU vs STANLEY（1981年）
- EVANGELION-VOX（1997年）
- エヴァンゲリオン交響楽（1997年）
- LOREN, MASH, HAZEL, DESIRE（1998年）
- NEON GENESIS EVANGELION: S² WORKS（1998年） - 「S²」とはShiro SAGISUの略を表している
- SHIRO'S SONGBOOK（1999年）
- SHIRO'S SONGBOOK "remixes and more"（2000年）
- SHIRO'S SONGBOOK 2（2000年）
- SHIRO'S SONGBOOK 2.5 Tribute to COOL!（2001年）
- 5.1 Gospel SONGBOOK（2001年）
- SHIRO'S SONGBOOK Selection London Freedom Choir（2003年）
- SHIRO'S SONGBOOK vers 7.0（2005年）
- Shiro SAGISU Music from "EVANGELION: 1.0 YOU ARE (NOT) ALONE"（2007年）
- ヱヴァンゲリヲン新吹奏楽版 其の1（2009年）
- ヱヴァンゲリヲン新吹奏楽版 其の2（2009年）
- Shiro SAGISU Music from "EVANGELION:3.0" YOU CAN (NOT) REDO.（2012年）
- SHIRO'S SONGBOOK 'Xpressions' Shiro SAGISU（2013年）
- Evangelion PianoForte #1（2013年）
- THE WORLD! EVANGELION JAZZ NIGHT =THE TOKYO III JAZZ CLUB=（2014年）
- ShiroSAGISU OUTTAKES FROM EVANGELION (VOL.1)（2016年）
- SHIRO'S SONGBOOK 録音録 The Hidden Wonder of Music（2017年）
- シン・ゴジラ対エヴァンゲリオン交響楽（2017年）
- アニソン録 プラス。（2018年）
- Shiro SAGISU Music from "SHIN EVANGELION"（2021年）
- EVANGELION INFINITY（2021年）
- SHIRO'S SONGBOOK 11（2022年）
- SHIRO’S SONGBOOK BLEACH盤解！（2022年）

### 楽曲制作で関わったアーティスト
- AI（2003年 - 2004年）
- 相川七瀬（2001年）
- AKINO from bless4（2025年）
- ACO（1997年 - 1999年）
- 浅香唯（1987年）
- A-JARI（1986年）
- AMAZONS（1990年）
- 新井正人（1986年）
- アリアンヌ・シュライバー（1997年）
- ALOYSIA（1994年 - 1995年）
- 石川秀美（1983年）
- 石川ひとみ（1982年 - 1983年）
- 石川優子（1982年 - 1988年）
- IKKO（1994年 - 1996年）
- 伊沢麻未（2007年）
- 伊藤つかさ（1985年）
- 今井美樹（1986年）[4]
- Wink（1988年）
- ウェイウェイ・ウー（2006年）
- 内田有紀（1997年）
- SS:ST＝Shiro Sagisu+Satoshi Tomiie（2004年）
- エリーシャ・ラヴァーン（2000年）
- 大野靖之（2010年）
- 大橋純子（1987年）[4]
- 沖田浩之（1981年 - 1983年）
- 荻野目洋子（1992年）
- OSMONDS（1993年）
- おニャン子クラブ（1987年）
- 小幡洋子（1986年）
- 柿原朱美（1986年）
- 笠原弘子（1992年）
- 柏原芳恵（1988年 - 1989年）
- 我如古より子（1993年）
- Calyn（2002年）
- 河合奈保子（1984年 - 1986年）
- 川越美和（1989年）
- 菊池桃子（1986年 - 1987年）
- キャロル・トンプソン（1997年）
- Candy（2005年）
- 葛谷葉子（1999年 - 2001年）
- クライズラー&カンパニー（1988年 - 1991年）[4]
- Clacks（2006年）
- CHEMISTRY（2001年 - 2004年）
- 研ナオコ（1985年）
- 小泉今日子（1983年 - 1986年）
- 郷ひろみ（1984年）
- ゴスペラーズ（2006年）
- 西城秀樹（1982年 - 1990年）
- 酒井法子（1990年）
- 笹路正徳（1980年）
- THE SQUARE（1978年 - 1982年）[4]
- サトシ・トミイエ（1999年）
- サミュエル・ホイ（1981年）
- 椎名純平（2003年）
- 宍戸留美（1990年）
- シブがき隊（1984年 - 1986年）
- John Stanley（1986年）
- SINSKE（2006年）
- Skoop On Somebody（2002年）
- SMAP（2003年）
- 高橋由美子（1991年）
- 高橋洋子（2009年 - 2021年）
- タケカワユキヒデ（1984年）
- 田中陽子（1990年 - 1991年）
- 谷山浩子（1983年 - 1984年）
- 田原俊彦（1986年）
- チョコレート・キッズJr.&ヘンリー-B-ホワイト（1988年）
- つちやかおり（1985年）
- 中西俊博（1992年）
- 中森明菜（1986年）
- 中山美穂（1985年 - 1986年）
- 長山洋子（1984年 - 1989年）
- 名取香り（2005年 - 2006年）
- 西村由紀江（1988年）
- 忍者（1990年 - 1991年）
- 野村義男（1984年）
- 葉加瀬太郎（2006年）
- 林原めぐみ（2002年 - 2021年）
- 早見優（1982年）
- 光GENJI（1987年、1991年、1992年）
- 平井堅（2001年）
- 平山みき（1986年 - 1989年）
- 広瀬香美（1993年）[4]
- フィソン（2006年）
- Maxine BRAHAM（2005年）
- 古澤巌（2007年）
- BLEND（リーダーは元アリスの矢沢透）（1983年）
- ヘイゼル・フェルナンデス（1998年 - ）
- 星村麻衣（2005年）
- 堀ちえみ（1982年 - 1983年）
- MASH（1996年 - 1999年）
- 松原みき（1983年 - 1988年）
- 松本伊代（1981年 - 1986年）
- MAYA（2003年）
- MISIA（1998年 - ）
- 三田寛子（1983年 - 1985年）
- 都はるみ（2013年）
- 宮里久美（1985年 - 1986年）
- メイヤ（2005年）
- May'n（2009年 - 2018年）
- 八神純子（1985年）
- 山本達彦（1985年 - 1993年）
- 雪村いづみ（1994年）
- 横田早苗（1983年）
- 吉田美奈子（2004年）
- 芳本美代子（1988年）
- La Souris Déglinguée（1993年）
- リウ・シン（2001年）
- ribbon（1990年）
- Lyrico（2002年 - 2004年）
- 麗美（1985年）
- LOREN（1996年 - ）
- 和田加奈子（1987年）

### 映像音楽

#### テレビ番組
- 旅立ちは愛か（1979年）
- シルバージャガー パイロット版（1980年）
- 森田一義アワー 笑っていいとも!（1982年 - 2014年） - 伊藤銀次と共に制作。
- 笑っていいとも!特大号（1982年 - 2014年）[4] - 鈴木宏昌と共に制作。
- 流れ星佐吉（1984年）[4]
- 嫁はミツボシ。（2001年）[4]
- 恋愛偏差値（2002年）[4]
- 今夜ひとりのベッドで（2005年）[4]
- とめはねっ! 鈴里高校書道部（2010年）
- 御上先生（2025年）

#### 映画作品
- POLE POSITION 2（1980年）
- 本場ぢょしこうマニュアル 初恋微熱篇（1987年）
- カンフーキッド（1987年）
- あぶない刑事フォーエヴァー（1998年）
- MUSA -武士-（2001年）[3]
- ドラゴンヘッド（2003年） - MISIAによる主題歌を作曲、編曲。
- 海猫（2004年） - MISIAによる主題歌を編曲。
- レイクサイド マーダーケース（2004年） - メイヤによる主題歌を編曲。
- CASSHERN（2004年）[3]
- 中天（2006年）
- インシテミル 7日間のデス・ゲーム（2010年） - May'nによる主題歌を作曲、編曲。
- 電人ザボーガー（2011年） - 監修
- 進撃の巨人 ATTACK ON TITAN（2015年）[1]
  - 進撃の巨人 ATTACK ON TITAN エンド オブ ザ ワールド（2015年）[1]
- シン・ゴジラ（2016年）[1][5] - 伊福部昭と連名。
- ヲタクに恋は難しい（2020年） - ミュージカルを作曲、編曲。
- シン・ウルトラマン（2022年） - 宮内國郎と連名。

#### テレビアニメ
- アタッカーYOU!（1984年 - 1985年、鷺巣詞郎名義）[4]
- きまぐれオレンジ☆ロード（1987年 - 1988年）[4]
- ふしぎの海のナディア（1990年 - 1991年）[10][1]
- 新世紀エヴァンゲリオン（1995年 - 1996年）[1]
- 彼氏彼女の事情（1998年 - 1999年）[3]
- アベノ橋魔法☆商店街（2002年）
- BLEACH（2004年 - 2012年）[3]
  - BLEACH 千年血戦篇（2022年 - ） - 3シリーズ[11]
- スカルマン（2007年）[4]
- マギ（2012年 - 2014年）[4]
- ブラック・ブレット（2014年）[12]
- 機動戦士ガンダム 鉄血のオルフェンズ（2015年）- MISIAによるED「オルフェンズの涙」を作曲、編曲。
- ベルセルク（2016年 - 2017年）
- SSSS.GRIDMAN（2018年）
  - SSSS.DYNAZENON[13]（2021年）

#### アニメ映画
- 機動戦士ガンダムIII めぐりあい宇宙編（1982年） - 井上大輔による主題歌を編曲[4]。
- ドラえもん のび太の魔界大冒険（1984年） - 小泉今日子による主題歌を編曲[4]。
- きまぐれオレンジ☆ロード 劇場版（1988年 - 1989年）
- ふしぎの海のナディア 劇場版（1991年）
- 新世紀エヴァンゲリオン
  - 新世紀エヴァンゲリオン劇場版 シト新生（1997年）[4]
  - 新世紀エヴァンゲリオン劇場版 Air/まごころを、君に（1997年）[4]
- 劇場版カードキャプターさくら 封印されたカード（2000年） - CHAKAによる主題歌を作曲、編曲。
- BLEACH
  - 劇場版BLEACH MEMORIES OF NOBODY（2006年）
  - 劇場版BLEACH The DiamondDust Rebellion もう一つの氷輪丸（2007年）
  - 劇場版BLEACH Fade to Black 君の名を呼ぶ（2008年）
  - 劇場版BLEACH 地獄篇（2010年）
- ヱヴァンゲリヲン新劇場版シリーズ（2007年 - 2021年）
  - ヱヴァンゲリヲン新劇場版:序（2007年）[1]
  - ヱヴァンゲリヲン新劇場版:破（2009年）[1]
  - ヱヴァンゲリヲン新劇場版:Q（2012年）[1]
  - シン・エヴァンゲリオン劇場版𝄇（2021年）
- ベルセルク 黄金時代篇（2012年、2013年）[3]
- グリッドマン ユニバース（2023年）[14]

#### OVA
- 幻夢戦記レダ（1985年）[1]
- メガゾーン23（1985年）[1]
  - メガゾーン23 PARTII 秘密く・だ・さ・い（1986年）
- アイ・シティ（1986年）
- 真魔神伝 バトルロイヤルハイスクール（1987年）
- 小助さま力丸さま -コンペイ島の竜-（1988年）
- 超時空要塞マクロスII（1992年）[1]
- うしおととら（OVA版）（1992年 - 1993年） - 第6話まで[注 1]。
- 真魔神伝（1994年）
- ガーゼイの翼（1996年）
- KI・ME・RA（1996年）

#### ゲーム作品
- シャイニング・ティアーズ（2004年）
- シャイニング・フォース ネオ（2005年）
- シャイニング・ウィンド（2007年）

### その他
- 札幌競馬場、函館競馬場のファンファーレ（一般競走、特別競走、重賞競走）
- 西日本地区（京都、阪神、中京、小倉）、および札幌、函館各競馬場の本馬場入場曲（2009年まで）[注 2]。
  - GI競走「ザ・チャンピオン」
  - 重賞競走（GI競走除く）「ドラマティック・ワン」
  - 一般競走「炎のウィナー」
  - 特別競走「サラブレッド・マーチ」（編曲のみ）
- 第67回NHK紅白歌合戦（2016年12月31日、NHK） - オープニングテーマ曲「Fly into the Sun」[15]